# カミタミカ

カミタミカ（1982年6月19日 - ）は日本の女性歌手。長崎県平戸市出身。長崎県立猶興館高等学校卒業後、福岡の音楽専門学校・C&S音楽学院に学ぶ。日本テレビのオーディション番組「歌スタ!!」を通じてデビューを果たした。所属レコード会社はポニーキャニオン（FLIGHT MASTER）。

歌スタ!!出演時には金田美佳（かねだ みか）という名前を使用していた。

## ディスコグラフィ

### シングル
1. キレイになる私（2005年7月20日発売）
作詞：H.U.B., 作曲・編曲：コモリタミノル
2. SEVEN O'CLOCK NEWS/春紅（2006年3月22日発売）
SEVEN O'CLOCK NEWS - 作詞：小西康陽、英語詞：Gary Perlman, 作曲・編曲：鴨宮諒
春紅 - 作詞：卓ぞ～、作曲：K-1784、編曲：松本祥平
3. まっすぐに（2006年7月19日発売）
作詞：卓ぞ～、作曲：K-1784、編曲：Shake・K-1784
4. 手紙（2007年3月7日発売）
作詞：カミタミカ, 作曲：K-1784, 編曲：家原正樹

### アルバム
1. カミタミカ（2006年9月20日発売）

## ラジオ
ゲスト
- 吉田照美のやる気MANMAN!（2007年2月26日）